# Leptotarsus obliquus
Leptotarsus obliquus är en tvåvingeart som först beskrevs av Edwards 1923.  Leptotarsus obliquus ingår i släktet Leptotarsus och familjen storharkrankar. Inga underarter finns listade i Catalogue of Life.